# Aeropuerto Internacional Batumi
El Aeropuerto Internacional Batumi (en georgiano: ბათუმის ალექსანდრე ქართველის სახელობის საერთაშორისო აეროპორტი, batumis Aleksandre Kartwelis sachelobis saertaschoriso aeroporti, en inglés: Batumi International Airport) es el tercer aeropuerto comercial más grande de Georgia. 
Se encuentra a unos cuatro kilómetros al suroeste del centro de Batumi . El aeropuerto de Batumi es uno de los tres aeropuertos internacionales de Georgia. El aeropuerto fue inaugurado el 26 de mayo de 2007. Con un área total de 3915 metros cuadrados (42 140 m²) es posible el manejo de más de 600 000 pasajeros por año.

## Aerolíneas y destinos
| aerolíneas                     | objetivos                                                   |
| ------------------------------ | ----------------------------------------------------------- |
| AnadoluJet                     | Ankara                                                      |
| Ata Airlines                   | Teherán Imam Jomeini                                        |
| Belavia                        | Nacional de Minsk                                           |
| Dniproavia                     | Dnipropetrovsk, Járkov                                      |
| Iraqi Airways                  | Erbil, Sulaymanyah                                          |
| Pegasus Airlines               | Estambul-Sabiha Gokcen                                      |
| Georgian Airways               | Erbil, Tbilisi, Teherán, Tel-Aviv, Bakú, Moscú, Sulaimanyah |
| MyWay Airlines                 | Járkov                                                      |
| S7 Airlines                    | Moscú                                                       |
| Turkish Airlines               | Estambul Ataturk                                            |
| Ukraine International Airlines | Járkov, Kiev-Borispol, Leópolis                             |
| Yanair                         | Kiev-Zhulyany 28. Junio de 2014                             |

## Estadísticas
El aeropuerto de Batumi ha experimentado un aumento significativo en el número de pasajeros desde su renovación en 2007.
| Año  | Número de pasajeros | Diferencia con el año anterior |
| ---- | ------------------- | ------------------------------ |
| 2007 | 38 613              |                                |
| 2008 | 64,656              | 67,4 %                         |
| 2009 | 46 044              | 28,8 %                         |
| 2010 | 88 562              | 92,3 %                         |
| 2011 | 133 852             | 51,1 %                         |
| 2012 | 168 510             | 25,9 %                         |
| 2013 | 208 977             | 24,0 %                         |
| 2014 | 213 439             | 2.2 %                          |
| 2015 | 226 476             | 5.9 %                          |
| 2016 | 312 327             | 37,9 %                         |
| 2017 | 495 668             | 58,7 %                         |
| 2018 | 598 891             | 20,8 %                         |
| 2019 | 624 178             | 4.2 %                          |